# Klimkovice
Klimkovice (în germană Königsberg în Schlesien) este un oraș balnear din districtul Ostrava-Oraș din regiunea Moravia-Silezia din Republica Cehă. Are aproximativ 4.500 de locuitori.

## Părți administrative
Satele Hýlov, Josefovice și Václavovice sunt părți administrative ale orașului Klimkovice.

## Istorie
Klimkovice a fost fondat probabil de Beneš I de Kravaře⁠(d), care a deținut zona între 1383 și 1398. Prima mențiune scrisă despre Klimkovice este din 1386, când era deja un oraș. A fost menționat pentru prima dată în scris în 1416 sub numele Königsberg (adică ca oraș regal) pe teritoriul Ducatului Troppau (de Opava). În 1578, cetatea locală a fost reconstruită ca un castel în stil renascentist de guvernatorul provincial Andreas Bzenec von Markwartowitz. În 1650, orașul cu districtul a devenit proprietatea conților Wilczek.
În 1766, s-a descoperit cărbune în zona orașului Klimkovice, aceasta a fost prima descoperire a unui depozit de cărbune în regiunea Moravia-Silezia. Cu toate acestea, nu a fost construită o mină de extracție a cărbunelui.
Conform recensământului austriac din 1910, orașul a avut 2.696 de locuitori, dintre care 2.677 aveau reședința permanentă acolo. Recensământul a cerut oamenilor informații despre limba lor maternă, 2.442 (91,2%) vorbeau limba cehă și 227 (8,5%) vorbeau limba germană. Cel mai mare grup religios a fost de romano-catolici cu 2.653 de persoane (98,4%).
Până în 1918, orașul a făcut parte din Silezia austriacă. A fost un oraș al artizanilor, s-au dezvoltat industriile de încălțăminte și țesut. La 1 decembrie 1930  a avut 3.240 de locuitori, dintre care 229 erau germani. După Acordul de la München din 1938, Klimkovice a devenit parte a Germaniei. La sfârșitul celui de-al Doilea Război Mondial, în timpul luptelor, a fost grav avariat. Sfârșitul războiului a fost urmat de naționalizarea moșiilor conților Wilczek și, în 1946, de deportarea populației germane în Germania, astfel încât numărul de locuitori a scăzut la 2.710 persoane (la 22 mai 1947).  În 2003, Klimkovice avea 3779 de locuitori. 

## Economie
Klimkovice este cunoscut pentru un mic centru balnear. Centrul folosește ape cu iod-brom cu un conținut ridicat de sare. În centru sunt tratate boli ale sistemului muscularo-scheletic, boli neurologice și ginecologice, boli ale sistemului circulator și tulburări metabolice.

## Personalități
- Vladimír Vůjtek (născut în 1947), jucător și antrenor de hochei pe gheață

## Orașe înfrățite
Klimkovice este înfrățit cu: 
- Ilava, Slovacia
- Mikołów, Polonia